# Domingos Passos
Domingos Passos foi um notório militante anarquista e sindicalista revolucionário brasileiro. Natural do Rio de Janeiro e carpinteiro de profissão, Domingos Passos era negro, filho de ex-escravos libertos após a abolição e nascido na última década do século XIX. Não se sabe a data exata de seu nascimento e nem mais informações sobre a sua infância e juventude. Trabalhando na construção civil como carpinteiro, entrou em contato com o anarquismo ao envolver-se nas atividades de seu sindicato. Logo, Passos destacou-se por seu ativismo e oratória, sendo eleito para a direção colegiada do sindicato dos operários em construção civil em 1919 e para representá-lo no Terceiro Congresso Operário Brasileiro, em 1920.
Sua militância ativa fez com que se tornasse um alvo preferencial da polícia, sendo preso diversas vezes. Em 1924, após a repressão que se seguiu à Revolta Paulista de 1924, da qual participaram algumas lideranças operárias, Passos foi encarcerado na Quarta Delegacia Auxiliar e enviado para a colônia penal de Clevelândia do Norte, na fronteira com a Guiana Francesa. Organizou um plano de fuga e escapou com outros militantes da colônia penal atravessando o rio Oiapoque, chegando ao lado da Guiana Francesa e partindo para Belém do Pará, onde permaneceu até 1927.
Retornando ao Rio de Janeiro, retomou o ativismo sindical. Logo partiu para São Paulo, onde atuou na reorganização da Federação Operária de São Paulo (FOSP) e na articulação do Comitê de Agitação Pró-Sacco e Vanzetti. Com a repressão que se seguiu após a aprovação da Lei Celerada, foi preso em uma manifestação pró-Sacco e Vanzetti, permanecendo quarenta dias na delegacia da Rua Barão de Jaguara, conhecida como "Bastilha do Cambuci". Solto, viajou a Pelotas em janeiro de 1928 para participar do Quarto Congresso Operário do Rio Grande do Sul, retornando para São Paulo logo após a sua realização.
Foi preso mais uma vez em fevereiro de 1928 e permaneceu incomunicável por ordem do então delegado Ibrahim de Almeida Nobre, encarcerado em uma cela escura e sem janelas da delegacia do Cambuci e recebendo alimentação apenas uma vez ao dia. Ao ser retirado da cela, foi embarcado em um trem e enviado para morrer nas matas da região de Sengés, no interior do Paraná. Algum tempo depois, conseguiu abrigo nesse povoado e escreveu para os anarquistas de São Paulo, solicitando dinheiro, que foi entregue em mãos por um emissário. Depois disso, foi dado como desaparecido e não se soube mais notícias de seu paradeiro.

## Início de vida, militância sindical e anarquista
Pouco se sabe sobre o início de vida e a juventude de Domingos Passos. Natural do Rio de Janeiro, a data exata de seu nascimento é desconhecida, mas especula-se Passos que tenha nascido na última década do século XIX, filho de ex-escravos emancipados após a abolição. Tornou-se carpinteiro, atuando no ramo da construção civil, e logo envolveu-se nas atividades da União Geral dos Operários em Construção Civil (UGCC), onde teve contato com o anarquismo e o sindicalismo revolucionário. Autodidata, frequentemente passava suas noites na biblioteca do anarquista espanhol Florentino de Carvalho, bastante próxima à sede do seu sindicato, onde buscava instruir-se.
Passos destacou-se enquanto militante no contexto das greves de 1917-1919. Após a greve geral de São Paulo em 1917, a UGCC e outras associações de resistência paralisaram suas atividades no dia 22 de julho; metalúrgicos, têxteis, padeiros, alfaiates e chapeleiros estavam entre as categorias que se somaram ao movimento. A agitação grevista foi duramente reprimida, resultando na prisão de militantes e na proscrição da Federação Operária do Rio de Janeiro (FORJ), que foi substituída em 18 de janeiro de 1918 pela União Geral dos Trabalhadores (UGT). Em 26 de junho de 1918 a UCGG, passou a denominar-se União dos Operários em Construção Civil (UOCC), e em novembro participou ativamente de uma tentativa de insurreição anarquista. Após a insurreição, a UGT foi posta na ilegalidade e a sede da UOCC foi fechada por setenta dias. Em abril de 1919, após um ano e meio de disputas internas entre os anarquistas e os sindicalistas reformistas no interior da UOCC, os primeiros conseguiram eleger uma nova comissão executiva para o sindicato e a organização voltou a ser regida pelas suas bases de acordo originais, que adotavam uma direção colegiada e uma estrutura não-hierárquica. Os cargos de presidente e vice-presidente, instituídos pelos reformistas em 1917, foram suprimidos. Ainda em 1919, a UOCC conquistou a jornada diária de oito horas para os trabalhadores da construção civil e participou da fundação da Federação dos Trabalhadores do Rio de Janeiro (FTRJ), sucessora da UGT. Nesse contexto de intensa atividade sindical, Domingos Passos foi eleito para a direção colegiada da UOCC, ocupando o cargo de segundo-secretário de outubro a dezembro de 1919 e, em seguida, de primeiro-secretário de janeiro a julho de 1920.
Passos era um destacado orador e um militante muito respeitado pelos anarquistas e sindicalistas da época. Foi definido pelos companheiros como "dono de uma oratória suave — envolvente e agressiva ao mesmo tempo; multiplicava a afluência aos comícios, desejosos de ouvi-lo falar". Era frequentemente convidado para discursar sobre temas sociais nas sedes dos sindicatos, e também participava ativamente dos festivais operários, atuando em peças de teatro organizadas pelo Grupo Renovação. Em 1920, junto com José Teixeira, Passos foi indicado para compor a delegação da UOCC no Terceiro Congresso Operário Brasileiro. Nesse Congresso, nomeou-se uma Comissão Executiva do Terceiro Congresso (CETC), que deveria coordenar as atividades para a execução das resoluções tomadas, sendo-lhe atribuído um mandato que iria até a reunião do 4º Congresso Operário Brasileiro, marcado para 1921 e que acabou não ocorrendo. O CETC foi constituído por um secretário geral, um tesoureiro e cinco secretários itinerantes, responsáveis pelas cinco regiões geográficas do Brasil. Domingos Passos foi nomeado secretário itinerante para região central do país.
Domingos Passos foi um dos mais ferrenhos e intransigentes opositores do bolchevismo, que ganhava força no movimento operário brasileiro após a fundação do Partido Comunista do Brasil (PCB). Em 16 de março de 1922, pouco antes da fundação do PCB, a UOCC publicou um manifesto que denunciava a ditadura bolchevique, onde "alguns membros do Partido Comunista, entronizados no poder, exercem a ditadura em nome do proletariado", acusando o governo soviético de perseguir, encarcerar e assassinar militantes revolucionários de esquerda, em especial os anarquistas, e que, por esta razão, "outra não pode ser a atitude da Construção Civil, senão a de oposição à ditadura, e aos seus ditadores". De acordo com o historiador Alexandre Samis, Passos certamente participou da elaboração deste manifesto. Em 1923, quando os comunistas passaram a exercer uma maior influência na FTRJ, os anarquistas trataram de reorganizar a FORJ. Refundada, a Federação contou com a adesão dos sindicatos da construção civil, dos sapateiros, tanoeiros, carpinteiros navais, gastronômicos, fundidores, ladrilheiros, ferradores, metalúrgicos e operários em pedreiras. Domingos Passos foi um de seus principais rearticuladores, sendo eleito para o Comitê Federal da FORJ em agosto.

## Prisão e desterro em Clevelândia do Norte
A militância ativa de Passos fez com que ele se tornasse um dos principais alvos da polícia carioca. Foi diversas vezes detido pela Quarta Delegacia Auxiliar, criada em 1922 por Artur Bernardes com o objetivo específico de controle social e político de militantes anarquistas e desafetos do regime. Após o levante dos 18 do Forte de Copacabana, em 5 de julho de 1922, a repressão fechou o periódico O Trabalho, editado pela UOCC e no qual Passos foi um ativo colaborador. Continuamente perseguido pela polícia em 1923, Passos afastou-se da direção da UOCC e passou a se dedicar à propaganda, viajando duas vezes ao Paraná para colaborar com os sindicatos de resistência locais, além de ter ajudado a reorganizar a FORJ. Após a Revolta Paulista de 1924, na qual alguns líderes operários tomaram parte, o Congresso declarou estado de sítio por sessenta dias na Capital Federal e nos estados do Rio de Janeiro e de São Paulo, autorizando o presidente Artur Bernardes a prorrogá-lo e a estendê-lo a outros pontos do território nacional. Domingos Passos e outros anarquistas que se reuniram na noite em que eclodiu a revolta em São Paulo foram presos pela polícia carioca. Em seguida, as sedes dos sindicatos e a imprensa operária foram fechadas, e dezenas de anarquistas foram encarcerados ou deportados.
Domingos Passos permaneceu vinte dias na Polícia Central antes de ser recolhido ao navio-prisão Campos, fundeado na baía de Guanabara, onde permaneceu por três meses, picando a ferrugem do casco do navio. Foi transferido para o navio Comandante Vasconcellos e enviado para o desterro na colônia penal de Clevelândia, na fronteira com a Guiana Francesa, junto a outros militantes anarquistas, presos comuns, desempregados e militares rebelados. Os degredados trabalhavam sem remuneração, com uma jornada de nove horas diárias, e eram alojados em barracões, e os que não podiam ser alojados tinham de dormir debaixo do soalho das casas ou sob as árvores, sendo molestados pela umidade, por répteis, lacraias, mosquitos e ratos. Dentro de três meses, diversos prisioneiros haviam contraído malária, disenteria bacilar e beribéri. Domingos Passos foi um dos que contraíram malária. Como o Hospital Simões Lopes, que atendia os degredados, não conseguia dar conta do tratamento dos doentes, foi construída uma Enfermaria Auxiliar, descrita por Passos como "o terror dos deportados, pelo fato de entrar ali ser o mesmo que adquirir uma guia para o cemitério".
Apesar dos maus tratos e da doença, Passos conseguiu ministrar aulas de alfabetização e fazer proselitismo da causa libertária na colonia penal. No dia 1º de maio de 1925, Domingos Passos e Domingos Brás reuniram-se com outros degredados e alguns colonos locais para cantar A Internacional nas margens do rio Oiapoque. Em determinada ocasião, Passos chegou a reunir cerca de oito deportados na Praça Epitácio Pessoa para protestar contra os maus tratos, mas logo foram silenciados pelo administrador da colônia e por soldados armados.
Após alguns meses em Clevelândia do Norte, Domingos Passos organizou um plano de fuga para o porto de Saint George, na Guiana Francesa, no qual foi acompanhado pelos companheiros Domingos Brás, Pedro Augusto Motta, Manuel Ferreira Gomes, José Batista da Silva e Tomás Deslits Borghe. Embora livres das privações e maus tratos, viram-se em situação de desespero após um mês em Saint George. Os recursos enviados pelos companheiros se esgotaram, não conseguiram emprego e não tinham meios de custear uma canoa que os transportasse para Belém do Pará. Alguns, como Motta, faleceram em Saint George. As febres adquiridas na selva obrigaram o grupo a buscar medicamentos em Caiena, onde foram acolhidos por um créole da região. Eventualmente, Domingos Passos, Domingos Brás e José Batista da Silva conseguiram chegar em Belém. Passos permaneceu na cidade por um tempo, amparado por anarquistas e sindicalistas da região.

## Retorno ao movimento sindical, novas prisões e desaparecimento
Em 1927, Passos retornou ao Rio de Janeiro após o fim do estado de sítio imposto por Artur Bernardes, retomando o ativismo sindical. Na altura, o movimento operário carioca encontrava-se extremamente dividido entre anarquistas e comunistas. Em uma sessão solene no Centro dos Operários das Pedreiras, no dia 1º de maio, Domingos Passos se dirigiu aos trabalhadores incentivando-os a participarem de uma manifestação convocada pelos anarquistas na Praça Onze, evitando "o comício de políticos" da Praça Mauá, organizado pelos comunistas. A manifestação convocada pelos anarquistas reuniu uma grande multidão de trabalhadores e o jornal Correio da Manhã ignorou o comício da Praça Mauá, dando destaque às "belas solenidades" do da Praça Onze, promovido pela FORJ, quando "as pessoas literalmente encheram o lugar". No entanto, as disputas entre anarquistas e comunistas enfraqueciam cada vez mais o sindicalismo de resistência no Rio de Janeiro, de modo que os cooperativistas ganhavam maior influência. Domingos Passos então mudou-se para São Paulo, onde os anarquistas tinham maior influência, e empenhou-se na reorganização da Federação Operária de São Paulo (FOSP) e na articulação do Comitê de Agitação Pró-Sacco e Vanzetti. Ainda em 1927, Passos foi indicado por Domingos Brás para representar o Brasil em uma Conferência Libertária Continental, organizada pela Confederación General de Trabajadores (CGT) mexicana e pela Federación Obrera Regional Argentina (FORA). A iniciativa, no entanto, não suscitou resultados, uma vez que os anarquistas não conseguiram coletar fundos para custear a viagem de Domingos Passos. O periódico A Plebe então acusou as "organizações amorfas, que não têm outro horizonte senão o círculo estreito das próprias corporações", assim como as "associações escravizadas sob o domínio da politicagem bolchevista" pela indiferença ao projeto.
Em agosto de 1927, Domingos Passos foi preso durante uma manifestação pró-Sacco e Vanzetti no largo do Brás. Sua prisão foi justificada pela Lei Celerada, aprovada no Governo Washington Luís e que tornava inafiançável os crimes de “desviar operários e trabalhadores dos estabelecimentos em que forem empregados, por meio de ameaças e constrangimento”, assim como os de “causar ou provocar cessação ou suspensão do trabalho por meio de ameaças ou violências, para impor aos operários ou patrões aumento ou diminuição de serviço ou salário”. Passos foi levado à delegacia da Rua Barão de Jaguara, conhecida como "Bastilha do Cambuci", onde permaneceu por quarenta dias. Solto, viajou à Pelotas em janeiro de 1928 para participar do Quarto Congresso Operário do Rio Grande do Sul. Logo após o congresso, Passos retornou para São Paulo e foi preso em fevereiro de 1928, junto com o sapateiro Affonso Festa. Por ordem do então delegado Ibrahim de Almeida Nobre, Passos foi deixado incomunicável por mais de três meses na delegacia do Cambuci, em um quarto escuro e sem janelas e recebendo alimentação apenas uma vez ao dia.
Ao ser retirado da cela, Passos encontrava-se coberto de chagas e vestia apenas trapos. Foi embarcado em um trem e enviado para morrer nas matas da região de Sengés, no interior do Paraná. Algum tempo depois, conseguiu abrigo nesse povoado e escreveu para os anarquistas de São Paulo, solicitando dinheiro. O dinheiro foi levado em mãos por um emissário. Depois disso, ninguém mais teve notícias sobre Passos, que foi dado como desaparecido, além de alguns boatos não confirmados sobre seu paradeiro.